# Staroiwanowka
Staroiwanowka (ros. Староивановка) – wieś w Rosji, w obwodzie biełgorodzkim, w rejonie wołokonowskim. W 2021 liczyła 1061 mieszkańców.